# Aspathia
Aspathia is een muggenondergeslacht uit de familie van de kriebelmuggen (Simuliidae). De wetenschappelijke naam van het ondergeslacht is voor het eerst geldig gepubliceerd in 1935 door Günther Enderlein (als geslacht).

## Soorten
De volgende soorten zijn bij het geslacht ingedeeld:
- Simulium anduzei Vargas & Díaz Nájera, 1948
- Simulium bustosi Vargas, Martínez Palacios & Díaz Nájera, 1946)
- Simulium costalimai Vargas, Martínez Palacios & Díaz Nájera, 1946
- Simulium covagarciai Ramírez-Pérez, Yarzábal, Takaoka, Tada & Ramírez, 1984
- Simulium hechti Vargas, Martínez Palacios & Díaz Nájera, 1946
- Simulium horacioi Okazawa & Onishi, 1980
- Simulium hunteri Malloch, 1914
- Simulium iriartei Vargas, Martínez Palacios & Díaz Nájera, 1946
- Simulium jacumbae Dyar & Shannon, 1927
- Simulium jobbinsi Vargas, Martínez Palacios & Díaz Nájera, 1946
- Simulium kompi Dalmat, 1951)
- Simulium marquezi Vargas & Díaz Nájera, 1957
- Simulium matteabranchium Anduze, 1947)
- Simulium metallicum Bellardi, 1859
- Simulium puigi Vargas, Martínez Palacios & Díaz Nájera, 1946
- Simulium putre Coscarón & Matta, 1982
- Simulium racenisi Ramírez-Pérez, 1971
- Simulium ruizi Vargas & Díaz Nájera, 1948
- Simulium sandyi Coscarón, Ibáñez-Bernal & Coscarón-Arias, 1999
- Simulium spilmani Stone, 1969
- Simulium tescorum Stone & Boreham, 1965
- Simulium tricorne De León, 1945
- Simulium wygoi Coscarón, Ibáñez-Bernal & Coscarón-Arias, 1999